# Year of the Dragon (album)
Year of the Dragon is het negende album van Modern Talking. Het is de opvolger van het in 1999 uitgebrachte achtste album Alone en het derde album van Modern Talking na het weer samenkomen van de groep in 1998. Year of the Dragon werd wereldwijd in 2000 uitgebracht en bevat 19 nieuwe nummers. Eric Singleton droeg ook bij aan het album.
Year of the Dragon bevat twee internationale hits, getiteld "China in Her Eyes" en "Don't Take Away My Heart". Het album werd geproduceerd en geschreven door Dieter Bohlen en medegeproduceerd door Luis Rodriguez. Lalo Titenkov en Amadeus Crotti leverden een bijdrage op de keyboard. Het album heeft de Nederlandse Album Top 100 nooit gehaald.
De opvolger van Year of the Dragon is het uit 2001 afkomstige tiende album America.

## Betrokkenen
- Thomas Anders: zang, productie (nr. 18), teksten (nr. 18)
- Rolf Köhler: zang, koor
- Michael Scholz: koor
- Detlef Wiedeke: koor
- Eric Singleton: rap
- Amadeus Crotti: keyboards (nr. 1, 2, 5, 7, 8, 10, 11, 13, 14, 16 en 17)
- Lalo Titenkov: keyboards (nr. 3, 6, 9, 12, 15 en 18)
- Dieter Bohlen: producer (nr. 1 t/m 17), teksten (nr. 1 t/m 17)
- Luis Rodriguez: coproducer

## Tracklist
1. China in Her Eyes (4:22)
2. Don't Take Away My Heart (3:37)
3. It's Your Smile (3:31)
4. Cosmic Girl (3:41)
5. After Your Love Is Gone (3:41)
6. Girl Out of My Dreams (3:58)
7. My Lonely Girl (4:00)
8. No Face No Name No Number (3:59)
9. Can't Let You Go (4:22)
10. Part Time Lover (3:11)
11. Time Is on My Side (3:37)
12. I'll Never Fall in Love Again (4:39)
13. Avec Toi (3:52)
14. I'm Not Guilty (3:39)
15. Fight for the Right Love (3:42)
16. Walking in the Rain of Paris (3:41)
17. Fly to the Moon (3:37)
18. Love Is Forever (3:24)
19. China in Her Eyes, met Eric Singleton (3:10)